# Gabriela Gargaś
Gabriela Gargaś – polska pisarka współczesna, autorka powieści obyczajowych i literatury dla dzieci.

## Życiorys
Z wykształcenia jest ekonomistką o specjalności bankowej. Napisane przez nią książki  zostały wydane w nakładzie przekraczającym kilkaset tysięcy egzemplarzy i przez kilka tygodni od daty premiery znajdują się w pierwszej dziesiątce najlepiej sprzedających się książek na stronie sieci sklepów Empik. Zainicjowała projekt "Każdego dnia", czyli wydanie zbioru opowiadań, z którego zysk ze sprzedaży został przeznaczony na rzecz Fundacji Marka Kamińskiego, która wspiera dzieci i młodzież dotknięte ciężkimi i nieuleczalnymi chorobami.
Przez kilkanaście lat mieszkała w Szkocji, gdzie założyła z koleżanką firmę z wyrobami bursztynowymi, a także pracowała w kancelarii adwokackiej. W 2021 wróciła do Polski i została redaktor naczelną magazynu kobiecego „Z Kobiecej Strony”. Prowadzi podcast w Radiu Eska: „Jak baba z chłopem”. Wraz z psycholożką Aliną Adamowicz wspólnie wspierają kobiety na rozstaju dróg. To dla nich powstała książka:"Nie czekaj już dłużej", która zyskała miano bestsellera i pierwszy nakład został wyprzedany w przeciągu dwóch tygodni od daty premiery.
Audiobooki jej książek czytali: Katarzyna Zielińska (aktorka), Kamilla Baar (aktorka), Aleksandra Domańska (aktorka), Jan Pirowski (dziennikarz).

## Wybrane publikacje[3]
- Trudna miłość, Wydawnictwo Damidos, 2013
- Namaluj mi słońce, Wydawnictwo Filia, 2014
- Droga do domu, Wydawnictwo Filia, 2015
- Jutra może nie być, Wydawnictwo Filia, 2015
- Pośród żółtych płatków róż, Wydawnictwo Filia, 2015
- A między nami wspomnienia, Wydawnictwo Filia, 2016
- Wybacz mi, Wydawnictwo Filia, 2016
- W plątaninie uczuć, Wydawnictwo Filia, 2017
- Taka jak ty, Wydawnictwo Filia, 2017
- Zanim wstanie dla nas słońce, Wydawnictwo Filia, 2017
- Wieczór taki jak ten, Wydawnictwo Czwarta Strona, 2017
- Minione chwile, Wydawnictwo Filia, 2018
- Lato utkane z marzeń, Wydawnictwo Czwarta Strona, 2018
- Magia grudniowej nocy, Wydawnictwo Czwarta Strona, 2018
- Kochaj mnie czule, Wydawnictwo Filia, 2019
- Kiedyś się odnajdziemy, Wydawnictwo Czwarta Strona, 2019
- Szczęście przy kominku, Wydawnictwo Czwarta Strona, 2019
- Dzień Kobiet, Wydawnictwo Skarpa Warszawska, 2020
- Zawsze będziemy razem, Wydawnictwo Czwarta Strona, 2020
- Eryk i Mela na tropie Świętego Mikołaja, Wydawnictwo Czwarta Strona, 2020
- Zostań moim aniołem, Wydawnictwo Czwarta Strona, 2020
- Luna, Wydawnictwo Czwarta Strona, 2021
- Eryk i Mela. Poszukiwacze przygód, Wydawnictwo Pascal, 2021
- Tylko ty, Wydawnictwo Czwarta Strona, 2021
- Nigdy cię nie zapomnę, Wydawnictwo Czwarta Strona, 2021
- Matka roku, Wydawnictwo Skarpa Warszawska, 2021
- Dobrze, że jesteś, Wydawnictwo Czwarta Strona, 2021
- Karma, Wydawnictwo Literackie, 2022
- Wiem , co czujesz  Wydawnictwo Literackie 2023
- Paradise, Wydawnictwo Poznańskie 2023
- Nie czekaj już dłużej, Wydawnictwo WAB, 2024